# Maggie Malone
Maggie Malone (College Station, Texas; 30 de diciembre de 1993) es una atleta estadounidense especializada en el lanzamiento de jabalina.

## Carrera deportiva
Nacida en College Station (Texas), se crio en Geneva (Nebraska), y asistió al Fillmore Central High School, donde sus padres eran maestros y entrenadores. Su madre llegó a ser atleta en los Nebraska Cornhuskers, y ella siguió el ejemplo de su madre cuando consiguió una plaza para estudiar en la institución que lo acoge, la Universidad de Nebraska-Lincoln.
Dentro de las competiciones deportivas adscritas al circuito universitario (no profesional), Maggie Malone llegó a ganar 4 premios All-American de la División I de la NCAA de la U.S. Track & Field and Cross Country Coaches Association. Comenzó en el heptatlón, quedando en quinto lugar en los Kansas Relays de 2013 con 4369 puntos, pero decidió concentrarse en su evento más fuerte: la jabalina. En su primer año de competencia en 2013, ocupó el tercer lugar en los campeonatos de la Conferencia Big Ten y fue décima en los Campeonatos al aire libre de la NCAA.
Mejoró enormemente en la temporada 2014, estableciendo un mejor récord de 55,37 metros, ganando el título de la Big Ten Conference y colocándose en cuarto lugar en la NCAA Outdoors de ese año.
Malone regresó a Texas y se trasladó a la Universidad de Texas A&M, donde comenzó a competir como lanzadora de jabalina para su equipo de atletismo, los Texas A&M Aggies. En su primer año, compitiendo en su ciudad natal, fue cuarta en los campeonatos de la Southeastern Conference (SEC) y quedó novena en la NCAA, sin poder aprovechar su temporada anterior. Malone describió esto como "la peor temporada que he tenido" y le dio crédito al consejo de su compañera de equipo Lindon Victor con su cambio de enfoque para entrenar más duro en los meses de verano. Su hermana Audrey se unió a ella en el equipo de jabalina en Texas A&M.
Mostró una marcada mejora en la temporada 2016, mejorando su récord personal por un amplio margen. Ganó el Campeonato de la SEC con una marca de 59,50 metros antes de ganar el título en el Campeonato de Pista y Campo al Aire Libre de la División I de la NCAA con un récord colegiado de 62.19 metros. Pronto siguió una victoria en las Pruebas Olímpicas de los Estados Unidos de 2016, convirtiéndola en la primera atleta en la historia del país en ganar los títulos universitarios y nacionales en el mismo año. Esto le valió un lugar en el equipo olímpico estadounidense.
Su primera prueba a nivel internacional, ya como profesional representando a los Estados Unidos, tuvo lugar en ese verano de 2016 en los Juegos Olímpicos de Río de Janeiro. Pese a no pasar a la ronda final, conseguiría un decimocuarto lugar en la clasificación final, con un lanzamiento de 56,47 metros.
Más adelante, en 2019 participó en la cita del Match Europe v USA, que se celebró en Minsk (Bielorrusia), y en la que quedó séptima con 54,79 m de marca.
Tras la paralización de la actividad deportiva en 2020 a consecuencia de la pandemia por coronavirus, y la postergación de eventos como los Juegos Olímpicos de Tokio, en julio de 2021 viajó con la representación estadounidense a Japón y competir en sus segundos Juegos Olímpicos. Acabaría décima en la clasificación final, con una marca de 59,82 metros.

## Resultados por competición

### Por temporada
| Representando a Estados Unidos | Representando a Estados Unidos  | Representando a Estados Unidos | Representando a Estados Unidos | Representando a Estados Unidos | Representando a Estados Unidos |
| ------------------------------ | ------------------------------- | ------------------------------ | ------------------------------ | ------------------------------ | ------------------------------ |
| Año                            | Competición                     | Lugar                          | Puesto                         | Marca (m.)                     |                                |
| 2016                           | Juegos Olímpicos                | Río de Janeiro                 | 14.ª (H)                       | 56,47                          |                                |
| 2019                           | The Match Europe v USA          | Minsk                          | 7.ª                            | 54,79                          |                                |
| 2021                           | Juegos Olímpicos                | Tokio                          | 10.ª                           | 59,82                          |                                |
| 2022                           | Campeonato Mundial de Atletismo | Eugene                         | 12.ª (Q2)                      | 59,19                          |                                |

### Mejores marcas
| Disciplina                           | Marca         | Lugar            | Fecha                |
| ------------------------------------ | ------------- | ---------------- | -------------------- |
| 60 metros (pista cubierta)           | 9,31 s.       | Lincoln          | 1 de febrero de 2013 |
| 200 metros (exterior)                | 27,52 s.      | Lawrence         | 17 de abril de 2013  |
| 800 metros (exterior)                | 2:34,82 min.  | Lawrence         | 18 de abril de 2013  |
| 800 metros (pista cubierta)          | 2:30,15 min.  | Lincoln          | 1 de febrero de 2013 |
| Salto de altura (exterior)           | 1,43 m.       | Lawrence         | 17 de abril de 2013  |
| Salto de altura (pista cubierta)     | 1,49 m.       | Lincoln          | 1 de febrero de 2013 |
| Salto de longitud (exterior)         | 5,77 m.       | Omaha            | 19 de mayo de 2012   |
| Salto de longitud (pista cubierta)   | 5,35 m.       | Lincoln          | 11 de enero de 2013  |
| Lanzamiento de peso (exterior)       | 11,68 m.      | Lincoln          | 13 de abril de 2013  |
| Lanzamiento de peso (pista cubierta) | 11,12 m.      | Lincoln          | 1 de febrero de 2013 |
| Lanzamiento de disco                 | 44,94 m.      | Bradenton        | 7 de mayo de 2017    |
| Lanzamiento de jabalina              | 67,40 m. (NR) | East Stroudsburg | 17 de julio de 2021  |